# آنگیراس
آنگیراس (انگلیسی: Angiras) زبان سانسکریت अङ्गिरस् یک ریشی ودایی در هندوئیسم بود. او در ریگ‌ودا شرح داده شده است.